# 萨穆埃尔·哈内曼
克里斯蒂安·弗里德里希·萨穆埃尔·哈内曼（德語：Christian Friedrich Samuel Hahnemann，1755年4月10日—1843年7月2日）是一位德国医生，以创立一种名为顺势疗法的另类医学而闻名。